# عاصفة السيوف
عاصفة السيوف (بالإنجليزية: A Storm of Swords) هيَ الجُزء الثالث من سلسلة روايات أغنية الجليد والنار من تأليف الكاتب الأمريكيّ جورج ر. ر. مارتن ونُشِرت لأوّل مرة في 8 أغسطس 2000 في المملكة المُتّحدة. ثُمّ تَبِعها نُسخة الولايات المُتّحدة في نوفمبر 2000. وقد سَبقتها روايةٌ قصيرةٌ تَحمِل اسم درب التنين حيثُ أنّ فصولَ دينريس تارغاريان مجموعةٌ فيها.
اعتُبِرَ هذا الجُزء في وقتِ نشره أطولَ جُزءٍ في السلسلة، وكانَ طويلاً جدّاً لدرجة أن دورَ النشر في بريطانيا وأستراليا ودار التنوير العربية قسّمت الرواية لقسمين، نُشِرَ القسم الأوّل تحت اسم فولاذ وثلج في يونيو 2001، والقسم الثاني تحت اسم دماءٌ وذهب ونُشِرَ في أغسطس 2001. وقد استخدموا نفسَ التقسيم في الطبعات اليونانيّة والبولنديّة؛ أمّا في فرنسا فقد قسّموا الرواية لأربَعِ أقسام مُنفَصلة. وقد نالَت الرواية شُهرةً واسعة، وتُرجِمت لعددٍ من اللغاتٍ حول العالم، وتُرجمت للعربية لصالح دار التنوير من ترجمة هشام فهمي، وصدرت الترجمة في 21 يناير 2018.
فازَ الرواية بجائِزة لوكاس في 2001. وترشّحت لنيل جائِزة السديم لأفضل رواية. كما أنّها الرواية الأولى من السلسلة التي تُرشّح لنيل جائزة هوغو التي تُعتَبر من أهم جوائِز الفنتازيا والخيال العلمي، ولكنّها خَسِرت الجائزة أمام رواية هاري بوتر وكأس النار من تأليف ج. ك. رولينج.
تَستَكمِل الرواية أحداثَ الجُزءِ السابِق حيثُ تُركّز على آل ستارك وما آل بِهم الحال بعدَ مَقتل قائِدهم وكبيرِهم ووالِدهم نِد ستارك، وتُركّز كذلك على ابنه روب ستارك الذي يجمع جيشه للانتقام لمقتَلِ أبيه، وتستكمِلُ تطوّر الأحداث مع عائلة لانستر وحُكمِها للمملكة. في حين أن دينريس تارغاريان تواصِل مَسعاها لاستعادَة العَرش. وقد بُنيَ الموسم الثالث من مُسلسل صراع العروش على أحداثِ النصفِ الأولّ من هذا الجُزء. في حينِ أنّ الموسِم الرابع استَكمَل باقي أحداث الرواية.

## الشخصيّات
يَروي كُلّ فَصلٍ وجهَة نَظرٍ مُختلِفة عن الأخرى، ويتّتبع الكِتاب مَسارات اثنا عَشر شخصيّة رئيسيّة، وعناوين الفُصول تُمثّل رؤى الشخصيّات.
- المُقدّمة تشِت: أحد حرس الليل وراء الجدار على قبضة البشر الأوائل.
- جايمي لانستر: قاتل الملك.
- تيريون لانستر: الأخ الأصغر للتوأم سيرسي وجايمي لانستر وهُما أبناء اللورد تايوين لانستر.
- ليدي كاتلين ستارك: زوجَة نِد ستارك.
- جون سنو: الابن الغير شرعي لنِد ستارك.
- سانزا ستارك: البِنت الكُبرى لنِد وكاتلين ستارك.
- آريا ستارك: البِنت الصُغرى لنِد وكاتلين ستارك.
- بران ستارك: الابن الثاني لنِد وكاتلين ستارك.
- سامويل تارلي: أحد افراد حرس الليل وصديق جون سنو.
- دنيرس تارجارين: وهيَ ابنة المَلك المخلوع التي تَطمح لاستعادَة العَرش.
- دافوس سيوورث: مُساعِد الملك ستانِس براثيون.
- الخاتِمة.

## التطوير
ذَكر جورج مارتن في مدوّنته أنّ النُسخَة الأوليّة من الرواية كانت عبارة عن 1521 صفحة. وقد ذَكر أنّه بعد انتهائِه من الرواية بالكامل قام بكتابة فصل الزفاف الأحمر حيثُ ذَكر أنّه أسوأ شيءٍ كَتبه على الإطلاق، لذلك أجّل كتابته لنهاية العَمل.

## النُسَخ

### النسخة العربيّة
بعدَ أن تمّ الإعلان عن البدء في ترجمة الرواية الأولى من السلسلة لعبة العروش، وبعدَ صدورِها في نوفمبر 2015، أعلَن المُترجم هشام فهمي عن نيّته في ترجمة باقي أجزاء السلسلة. فصدر الجُزء الثاني صدام الملوك في نوفمبر 2016. وبسبب حجم الجُزء الثالث الكبير فقد تأخّرت الطبعة العربيّة، حيث صدرت في 21 يناير 2018، وصدرت بدايةً في معرض القاهرة الدولي للكتاب ليتوزّع لاحقاً على باقي مكتبات الدول العربية والعالمية. وكسابقتيها، تمّ تقسيم الرواية إلى جُزئين اثنين يُباعا معاً في حُزمَةٍ واحدة في عدد صفحاتٍ تزيد عن الـ1300 صفحة.

## الجوائز والترشيحات
- جائزة هوغو – أفضل رواية (ترشيح) – 2001.
- جائزة لوكس – أفضل رواية خياليّة (فوز) – 2001.
- جائزة السديم – أفضل رواية (ترشيح) – 2001.
- جائزة غفن – أفضل كتاب خيالي (فوز) – 2002.
- جائزة إغنوتس – أفضل رواية أجنبيّة (فوز) – 2006.